# Балотешть (Ілфов)
Балотешть, Балотешті (рум. Balotești) — село у повіті Ілфов в Румунії. Адміністративний центр комуни Балотешть.
Село розташоване на відстані 20 км на північ від Бухареста, 121 км на південь від Брашова.

## Населення
За даними перепису населення 2002 року у селі проживали 5273 особи.
Національний склад населення села:
| Національність | Кількість осіб | Відсоток |
| -------------- | -------------- | -------- |
| румуни         | 5027           | 95,3%    |
| цигани         | 220            | 4,2%     |
| угорці         | 7              | 0,1%     |

Рідною мовою назвали:
| Мова      | Кількість осіб | Відсоток |
| --------- | -------------- | -------- |
| румунська | 5114           | 97,0%    |
| циганська | 139            | 2,6%     |